# Cla Famos
Der Theologe und Jurist Cla Reto Famos (* 1966 in Luzern) ist Stadtrat der FDP in Uster und Titularprofessor der Theologischen Fakultät der Universität Zürich.

## Leben, Ausbildung, Berufstätigkeit
Famos’ Wurzeln liegen väterlicherseits im Engadin, mütterlicherseits in Luzern, wo er auch aufwuchs. Seine Familie war im Baugewerbe tätig.
Nach der Matura begann Famos im Jahr 1987 ein Studium der evangelischen Theologie an der Universität Bern und dem Union Theological Seminary in Richmond, Virginia, auf das 1993 das Vikariat und die Ordination folgten. Nach dem Studium der Theologie begann er eines der Rechtswissenschaften, an der Universität St. Gallen, das er 1995 mit dem Lizenziat (lic. iur.) und 1999 mit einem Doktorat (Dr. iur.) abschloss. 
Von 2000 bis 2005 war Famos an der Theologischen Fakultät der Universität Zürich als Oberassistent tätig. 2005 habilitierte er und erhielt die Venia Legendi. Seitdem nahm er als Titularprofessor Lehraufträge der Universitäten Bern, Luzern und Zürich wahr. Cla Famos ist insbesondere in den Forschungsgebieten der praktischen Theologie, der Kybernetik, der Seelsorge, des staatlichen Religionsrechts, des evangelischen Kirchenrechts sowie der Ethik aktiv.
1995 trat Famos zusammen mit seiner Ehefrau Rita Famos in der Gemeinde Uster eine gemeinsame Stelle als Pfarrer an, die er bis 2000 ausübte. Von 2005 bis 2019 war er als Nachfolger von Markus Huppenbauer Direktor der Schweizerischen Studienstiftung. Famos lebt in Uster und hat zwei Kinder.

## Politik und Ehrenamt
Famos war und ist, insbesondere in seiner Wohngemeinde Uster, politisch gesellschaftlich aktiv. Er ist Vorstand und Mitglied verschiedener Vereine, wie dem Gewerbeverband, der Kulturgemeinschaft, des Vereins sozialdiakonischer Wohn- und Lebensformen, des Vereins Zivilgesellschaft und vielen anderen. 
Politisch ist Cla Famos in der FDP Uster tätig. Er war Präsident der Kommission für öffentliche Dienste und Sicherheit sowie Mitglied der Bürgerrechtskommission (2007–2010), des Gemeinderatspräsidiums (2011/2012) und des Gemeinderats der Stadt Uster (2007–2014). Seit 2014 ist er Stadtrat der Stadt Uster als Finanzvorstand.

## Publikationen
Famos veröffentlichte mehrere Werke unter anderem zu den Themen der praktischen Theologie oder des Kirchenrechts. Eine Auswahl seiner Werke ist im Folgenden gelistet:
- Cla Reto Famos/René Pahud de Mortanges/Burim Ramaj: Konfessionelle Grabfelder auf öffentlichen Friedhöfen. Historische Entwicklungen und aktuelle Rechtslage. Freiburger Veröffentlichungen zum Religionsrecht (FVRR) Bd. 34, Schulthess, Zürich 2016, ISBN 978-3-7255-7511-4.
- Cla Reto Famos/Ralph Kunz (Hg.): Kirche und Marketing. Beiträge zu einer Verhältnisbestimmung. TVZ, Zürich 2006, ISBN 978-3-290-17380-7.
- Cla Reto Famos: Kirche zwischen Auftrag und Bedürfnis. Ein Beitrag zur ökonomischen Reflexionsperspektive in der Praktischen Theologie. Lit-Verlag, Münster 2005, ISBN 978-3-8258-8782-7 (Habilitationsschrift).
- Ingolf U. Dalferth/Cla Reto Famos (Hg.): Das Recht der Kirche. TVZ 2004, ISBN 978-3-290-17311-1.
- Sandro Cattacin/Cla Reto Famos/Michael Duttwiler/Hans Mahnig: Staat und Religion in der Schweiz – Anerkennungskämpfe, Anerkennungsformen. Bericht zuhanden der Eidgenössischen Kommission gegen Rassismus (EKR). Neuchâtel 2003.
- Cla Reto Famos: Die öffentlichrechtliche Anerkennung von Religionsgemeinschaften im Lichte des Rechtsgleichheitsprinzips. Universitätsverlag, Fribourg 1999, ISBN 3-7278-1253-2 (Dissertation).